# Jingle All the Way
Jingle All the Way, titulada Un padre en apuros en España y El regalo prometido en Hispanoamérica, es una película de comedia estadounidense de 1996 producida por Chris Columbus, dirigida por Brian Levant y protagonizada por Arnold Schwarzenegger, Sinbad, Phil Hartman, Rita Wilson, Jake Lloyd y Robert Conrad. La trama se enfoca en la batalla de dos padres por conseguir una figura de acción (Turbo-Man) para sus respectivos hijos, a última hora en víspera de Navidad.
Muchos críticos tuvieron reacciones negativas en su tiempo pero el público considera la película de culto hasta la fecha. Además, el filme resultó ser un éxito taquillero, generando 129 millones de dólares en todo el mundo.

## Argumento
Howard Langston (Arnold Schwarzenegger) es un hombre adicto al trabajo que nunca tiene tiempo para estar con su familia. Un día, Howard llega tarde a la clase de kárate de su hijo Jamie (Jake Lloyd) por salir muy tarde de la oficina y quedó atrapado en un atasco, además de ser multado y detenido por el oficial Alexander Hummell (Robert Conrad) por haber intentado adelantarse ilegalmente a todos los demás vehículos. Al llegar a casa, Howard intenta disculparse con su hijo enfadado por romper su promesa y, para compensarle, le promete regalarle lo que él quiera para Navidad, que es en dos días. Jamie le pide un muñeco de Turbo-Man, un superhéroe de moda, y Howard le promete que se lo comprará. Después de esto, ambos se reconcilian.
La esposa de Howard, Liz (Rita Wilson), le pregunta si ya ha comprado el muñeco de Jamie, que se lo había encargado hacía semanas. Howard miente y dice que sí, y ella se muestra alegre y le comenta que es casi imposible conseguir uno de esos muñecos, sobre todo tan cerca de Navidad. Howard se empieza a mostrar preocupado porque sabe que estará en apuros por encontrar ese juguete. Al día siguiente (en Nochebuena) Howard va a comprar el muñeco con la excusa de que lo tiene en a la oficina y promete a su familia que llegará a tiempo para el desfile de invierno, en el que aparece Turbo-Man. Al salir, Howard se encuentra con su vecino Ted (Phil Hartman), un padre divorciado que es codiciado por todas las madres solteras de su vecindario, a quien Howard detesta, ya que siempre está metiéndose en los asuntos de su casa.
Howard llega a una juguetería cercana, con una gigantesca fila en la puerta esperando a que abra, todas personas esperando comprar los regalos de Navidad en el último momento, En la fila, Howard conoce a Myron Larabee (Sinbad), un hombre excéntrico y algo loco que trabaja de cartero y, al igual que Howard, pretende comprar un Turbo-Man para su hijo. Cuando la tienda abre, una enorme multitud de padres en apuros entra descontroladamente, y Howard y Myron buscan los muñecos Turbo-Man, pero están agotados. Al preguntar a los empleados si queda alguno, solo encuentran burlas, ya que es el juguete más popular y vendido para la Navidad. Howard amenaza a los trabajadores y estos le dicen que ya se vendió el último muñeco a una señora. Howard y Myron empiezan una pelea para llegar primero a la señora que se llevó el juguete, Howard logra encontrar a la mujer en la calle pero esta al verlo desde su vehículo acelera y se va.
Howard pasa por todas las jugueterías de la ciudad, pero solo encuentra burlas y figuras de otros personajes copia de Turbo-Man que nadie quiere. Howard llama a su casa por teléfono y contesta Ted, que estaba en la cocina comiendo las galletas que había preparado Liz, lo que enfada a Howard. Después de una conversación inútil con Ted, se encuentra nuevamente con Myron, que sigue buscando el preciado juguete. Myron le ofrece a Howard formar equipo con él en la búsqueda del muñeco, pero Howard se niega. Un hombre en la calle dice que había figuras de Turbo-Man en el centro comercial y, al escuchar la noticia, Howard y Myron de nuevo empiezan una competición para llegar, pero Howard tiene un incidente con un policía, cosa que lo retrasa y le da a Myron una ventaja.
En Mall of America hay una enorme multitud en la juguetería, en donde los empleados están rifando los pocos muñecos de Turbo-Man que tienen, pero todo termina en un total desastre y ni Howard ni Myron consiguen el juguete. En el mismo centro comercial, un hombre disfrazado de Santa Claus (James Belushi) ofrece a Howard venderle un muñeco de Turbo-Man clandestinamente. Howard acepta la oferta y le llevan a un lugar lleno de tipos vestidos de Santa y un montón de juguetes. Howard sospecha que hay algo ilegal en el asunto. Howard paga un elevado precio por la figura de Turbo-Man, pero entonces se da cuenta de que el juguete es una copia que se rompe apenas lo saca del paquete y se da cuenta de que lo han estafado, y lo que es peor, le niegan el reembolso. Howard insulta a los "Santas Claus" y les llama estafadores y degenerados, lo que causa una ridícula pelea en el lugar entre Howard y todos los tipos vestidos de Santa. Esto termina cuando llega la policía y arrestan a los estafadores. Howard logra escapar astutamente haciéndose pasar por un detective.
En plena autopista, el coche de Howard se queda sin gasolina y tiene que empujarlo hasta la estación de servicio más cercana. Howard se detiene en una cafetería, donde se reencuentra con Myron, que le comenta que tampoco ha logrado conseguir el juguete. Myron le cuenta a Howard una historia de su infancia, época en la que había una figura de acción equivalente al Turbo-Man actual: todo niño quería recibir una para Navidad, pero Myron nunca tuvo un juguete para el 25 de diciembre, ya que, para su padre, ese día era otra oportunidad para desilusionarlo. Sin embargo, el vecino de Myron en su infancia sí obtuvo el muñeco para Navidad, y esa persona era actualmente un exitoso empresario, mientras que Myron es un fracasado. Esta historia asusta a Howard, ya que teme que Jamie termine igual que Myron por no recibir el juguete que había pedido. En la cafetería, ambos escuchan por la radio que un locutor anuncia que el primero en llamar a la estación y decir correctamente los nombres de los 8 renos de Santa Claus ganaría una figura de Turbo-Man, lo que ocasiona una nueva una pelea entre Howard y Myron por llamar al programa. Myron rompe el teléfono, pero el mesero de la cafetería les dice que el estudio está a pocas calles.
En una carrera por llegar a la estación, Howard llega primero, pero el locutor de radio cree que el hombre está demente y llama a la policía. En eso llega Myron y amenaza con activar una bomba que llevaba consigo si no le dan el muñeco, pero la "bomba" resultaba ser un inofensivo paquete. El locutor, asustado, les dice a Howard y a Myron que el premio del que estaba hablando no era un muñeco de Turbo-Man, sino la oportunidad de tener uno en el futuro, lo que causa la furia de ambos, pero antes de que puedan hacer algo, llega la policía. Intentan salir del edificio, pero llegan los policías y apuntan a Myron con sus armas. Howard, que intenta huir por otra puerta, es detenido por el oficial Alexander Hummell, el mismo con el que se ha estado topando anteriormente, pero Myron saca un paquete de su bolso, vuelve a intentar la estrategia de la bomba y amenaza con hacerla explotar. Los policías bajan las armas y Myron y Howard escapan del estudio, el oficial Hummell coge la caja y asegura que la "bomba" que había dejado Myron en el edificio no era más que un inofensivo paquete, pero cuando lo abre resulta ser auténtica y explota, para sorpresa de todos.
Howard encuentra su coche desguazado, por lo que llama a una grúa que se lleve su vehículo y lo deje en su casa. Al llegar, Howard ve por la ventana de su casa que Ted está poniendo la estrella en su árbol de Navidad (cosa que su familia reserva especialmente para él en Nochebuena), lo que le causa furia. Howard recuerda que Ted le había mencionado antes que tenía un muñeco de Turbo-Man en su árbol para su hijo Johnny y decide entrar a robarlo. Antes de salir de la casa de Ted con el juguete robado, Howard toma conciencia de sus acciones y decide devolver el muñeco, pero antes de que pueda hacerlo, deja entrar sin querer al Reno de Ted, que causa un enorme desastre dentro de la casa. Ted y Liz descubren a Howard con el juguete robado en sus manos, lo que causa la decepción de Liz y el mal humor de Ted. Liz decide ir con Jamie, Ted y su hijo Johnny al desfile de invierno y dejan a Howard solo y decepcionado. Howard se pone a mirar un dibujo que hizo Jamie de su familia y decide empezar a cumplir sus promesas, empezando por ir al desfile.
En el desfile, Jamie y Johnny se bajan a ver el espectáculo, mientras que Ted intenta seducir a Liz en el coche. Howard llega al desfile, encuentra a Ted coqueteando con su esposa y va hacía ellos pero nuevamente se tropieza con el oficial Hummell y le derrama café encima por accidente. El oficial persigue a Howard y éste se esconde en un almacén, pero el lugar resultaba ser el salón de preparativos para el desfile y confunden a Howard con el actor que interpretaría a Turbo-Man, por lo que lo disfrazan y lo sacan al desfile. Ted se pasa de listo con Liz y termina siendo rechazado. Turbo-Man (Howard) saluda al público y, como parte de su aparición, también debe elegir a un niño cualquiera de la audiencia para regalarle una figura del superhéroe de edición limitada. Mientras tanto, en otro lugar, Myron secuestra al actor que interpretaría a "Dementor" (el enemigo de Turbo-Man), que se preparaba para salir a hacer su parte del espectáculo y se viste de él con intenciones de robarle el juguete al niño.
Howard tiene la suerte de ver a su hijo entre el público y lo llama para darle el muñeco, pero apenas se lo da, aparece Dementor, que intenta quitarle la figura. Myron captura a Jamie y derrota a Howard "Turbo-Man", pero Jamie consigue escapar. Myron lo persigue y todo el público cree que es parte del espectáculo. Howard vuela con su mochila propulsora que venía en el disfraz, pero pierde el control, en lo que Myron persigue a Jamie hasta el techo de un edificio y ambos terminan colgados a punto de caer. Howard logra que Myron caiga encima de unos colchones y salva a Jamie. Cuando Howard "Turbo-Man" lleva a Jamie con su madre (sin que ninguno de los dos sepa su identidad), el joven se entristece porque piensa que su padre está enfadado con él y por eso no vino al desfile. Entonces, Howard revela su identidad, lo que provoca la sorpresa y alegría de Jamie y Liz. El oficial Hummell le devuelve a Jamie la figura y le dice a Turbo-man que les sería muy útil en la policía. Howard se revela ante él y se disculpa por todas las molestias que le causó. Myron es arrestado por todo lo que ocasionó en el desfile y se desilusiona demasiado triste porque no va a tener nada que regalarle a su hijo. Al verlo, el niño decide darle el muñeco y éste se disculpa con él por haberlo puesto en peligro. Howard, sorprendido, le pregunta a su hijo por qué le había regalado el juguete si era lo que más quería, a lo que Jamie contesta que para qué quiere el muñeco si tiene al verdadero Turbo-Man en casa.
En una escena poscréditos, Howard pone la estrella en el árbol de Navidad ya en Nochebuena. Liz, contenta por lo que su esposo hizo por Jamie, le pregunta a Howard qué regalo tiene para ella. Howard entra en apuros de nuevo y mira al público con una cara sobresaliente.

## Reparto
- Arnold Schwarzenegger - Howard Langston
- Sinbad - Myron Larabee
- Phil Hartman - Ted Maltin
- Rita Wilson - Liz Langston
- Jake Lloyd - Jamie Langston
- Robert Conrad - Oficial Alexander Hummell
- Jim Belushi - Santa Claus
- Harvey Korman - Presidente Fallon Timmons
- Danny Woodburn - Tony, el elfo
- Paul "The Big Show" Wight - Santa gigante

## Estrenos internacionales
| País           | Fecha de estreno                  |
| -------------- | --------------------------------- |
| Alemania       | Jueves 5 de diciembre de 1996     |
| Argentina      | Jueves 12 de diciembre de 1996    |
| Australia      | Jueves 21 de noviembre de 1996    |
| Austria        | Viernes 6 de diciembre de 1996    |
| Bélgica        | Miércoles 11 de diciembre de 1996 |
| Bolivia        | Jueves 19 de diciembre de 1996    |
| Brasil         | Viernes 6 de diciembre de 1996    |
| Bulgaria       | Jueves 19 de diciembre de 1996    |
| Chile          | Jueves 19 de diciembre de 1996    |
| Colombia       | Viernes 6 de diciembre de 1996    |
| Corea del Sur  | Sábado 14 de diciembre de 1996    |
| Croacia        | Jueves 26 de diciembre de 1996    |
| Dinamarca      | Viernes 6 de diciembre de 1996    |
| Ecuador        | Viernes 13 de diciembre de 1996   |
| Eslovenia      | Jueves 12 de diciembre de 1996    |
| España         | Miércoles 4 de diciembre de 1996  |
| Estados Unidos | Viernes 22 de noviembre de 1996   |
| Estonia        | Viernes 20 de diciembre de 1996   |
| Filipinas      | Miércoles 4 de diciembre de 1996  |
| Finlandia      | Viernes 6 de diciembre de 1996    |
| Francia        | Miércoles 11 de diciembre de 1996 |

| País                         | Fecha de estreno                  |
| ---------------------------- | --------------------------------- |
| Grecia                       | Viernes 6 de diciembre de 1996    |
| Hong Kong                    | Jueves 12 de diciembre de 1996    |
| Hungría                      | Jueves 12 de diciembre de 1996    |
| India                        | Mayo de 1997                      |
| Indonesia                    | Martes 10 de diciembre de 1996    |
| Islandia                     | Viernes 13 de diciembre de 1996   |
| Israel                       | Viernes 6 de diciembre de 1996    |
| Italia                       | Viernes 13 de diciembre de 1996   |
| Jamaica                      | Miércoles 18 de diciembre de 1996 |
| Japón                        | Sábado 14 de diciembre de 1996    |
| Letonia                      | Viernes 13 de diciembre de 1996   |
| Líbano                       | Viernes 20 de diciembre de 1996   |
| Lituania                     | Viernes 13 de diciembre de 1996   |
| Malasia                      | Jueves 12 de diciembre de 1996    |
| Malta                        | Miércoles 4 de diciembre de 1996  |
| México                       | Viernes 6 de diciembre de 1996    |
| Noruega                      | Viernes 6 de diciembre de 1996    |
| Nueva Zelanda                | Jueves 28 de noviembre de 1996    |
| Países Bajos                 | Jueves 12 de diciembre de 1996    |
| Panamá                       | Viernes 13 de diciembre de 1996   |
| Perú                         | Viernes 20 de diciembre de 1996   |
| Polonia                      | Viernes 13 de diciembre de 1996   |
| Portugal                     | Viernes 20 de diciembre de 1996   |
| Puerto Rico                  | Jueves 12 de diciembre de 1996    |
| Reino Unido Irlanda          | Viernes 6 de diciembre de 1996    |
| República Checa · Eslovaquia | Jueves 12 de diciembre de 1996    |
| Rumania                      | Viernes 27 de diciembre de 1996   |
| Singapur                     | Jueves 12 de diciembre de 1996    |
| Sudáfrica                    | Viernes 13 de diciembre de 1996   |
| Suecia                       | Viernes 6 de diciembre de 1996    |
| Suiza                        | Viernes 13 de diciembre de 1996   |
| Tailandia                    | Viernes 13 de diciembre de 1996   |
| Taiwán                       | Sábado 14 de diciembre de 1996    |
| Turquía                      | Viernes 17 de enero de 1997       |
| Uruguay                      | Viernes 6 de diciembre de 1996    |
| Venezuela                    | Miércoles 18 de diciembre de 1996 |
| Yugoslavia                   | Jueves 19 de diciembre de 1996    |

## Secuela
En diciembre de 2014 se estrenó una segunda parte de la película, titulada Jingle All the Way 2, directamente para video. Dirigida por Alex Zamm y producida por WWE Studios y 20th Century Fox, la película fue protagonizada por Larry the Cable Guy y Santino Marella.